# 19420 Vivekbuch
19420 Vivekbuch è un asteroide della fascia principale. Scoperto nel 1998, presenta un'orbita caratterizzata da un semiasse maggiore pari a 2,6430098 UA e da un'eccentricità di 0,0301287, inclinata di 2,21212° rispetto all'eclittica.